# 潘文炳
潘文炳（1894年—？），江蘇新阳人，中国最早的亚洲体育冠军。

## 生平
潘文炳出生于北京，早年就读于上海圣约翰大学。1910年在南京举行的第一届全国运动会上，他获120码低栏与跳远两项冠军，帮助上海队与圣约翰大学队分获田径高等组与学校组团体冠军。后转入清华学堂。1913年在第一届华北运动会上获得了跳高、跳远、铅球、赛跑等项优胜，为个人总分第一，也帮助清华获得团体总分第一。同年，潘文炳又代表中国参加了在马尼拉举办的第一届远东运动会。比赛中，他获得了十项运动第一名、五项运动第二名、跳远第三名，并荣膺大会个人总分第一名。
潘文炳于1913年自清华毕业后，于次年起赴美国明尼苏达大学留学，也是该校第一位中国留学生。在校期间他十分活跃，为明尼苏达大学中国学生会首届主席、世界学生会副主席，基督教青年会董事会成员。此外，他还加入了学校的合唱团、足球队、网球队，曾为校足球队队长。1918年，他获得化学学士学位。毕业后，任职于明尼苏达州希宾市的奥利弗采矿公司（Oliver Mining Division）。1959年后退休。